# Robert Kirss
Robert Kirss (Pärnu, 3 settembre 1994) è un calciatore estone, attaccante del Levadia Tallinn e della nazionale estone.

## Carriera

### Club
Ha giocato nella massima serie estone.

### Nazionale
Dopo aver giocato in varie nazionali giovanili estoni, nel 2019 ha esordito in nazionale maggiore.

## Palmarès

### Club

#### Competizioni nazionali
- Coppa d'Estonia: 2

Nõmme Kalju: 2014-2015
Levadia Tallinn: 2023-2024
- Campionato estone: 3

Nõmme Kalju: 2018
Levadia Tallinn: 2021, 2024
- Supercoppa d'Estonia: 3

Nõmme Kalju: 2019
Levadia Tallinn: 2022, 2025